# Tsultrim Gyatso
Tsultrim Gyatso (født 25. april 1816, død 30. september 1837) var den 10. Dalai Lama af Tibet.